# Jari Lipponen
Jari Matti Lipponen (Kemi, 17 de octubre de 1972) es un deportista finlandés que compitió en tiro con arco, en la modalidad de arco recurvo.
Participó en tres Juegos Olímpicos de Verano, entre los años 1992 y 2000, obteniendo una medalla de plata en Barcelona 1992, en la prueba por equipo (junto con Ismo Falck y Tomi Poikolainen).
Ganó dos medallas de plata en el Campeonato Mundial de Tiro con Arco al Aire Libre, en los años 1991 y 1999, y tres medallas en el Campeonato Europeo de Tiro con Arco al Aire Libre, en los años 1992 y 1994.

## Palmarés internacional
| Juegos Olímpicos                 | Juegos Olímpicos          | Juegos Olímpicos  | Juegos Olímpicos |
| Año                              | Lugar                     | Medalla           | Prueba           |
| -------------------------------- | ------------------------- | ----------------- | ---------------- |
| 1992                             | Barcelona (España)        | Medalla de plata  | Equipo           |
| Campeonato Mundial al Aire Libre |                           |                   |                  |
| Año                              | Lugar                     | Medalla           | Prueba           |
| 1991                             | Cracovia (Polonia)        | Medalla de plata  | Equipo           |
| 1999                             | Riom (Francia)            | Medalla de plata  | Individual       |
| Campeonato Europeo al Aire Libre |                           |                   |                  |
| Año                              | Lugar                     | Medalla           | Prueba           |
| 1992                             | La Valeta (Malta)         | Medalla de bronce | Individual       |
| 1994                             | Nymburk (República Checa) | Medalla de oro    | Individual       |
| 1994                             | Nymburk (República Checa) | Medalla de oro    | Equipo           |